# Mineração em Angola
A Mineração em Angola é uma atividade com grande potencial econômico, uma vez que o país possui um dos maiores e mais diversificados de mineração, recursos da África. Angola é o terceiro maior produtor de diamantes em África e só tem explorado 40% do diamante, mas tem tido dificuldade em atrair o investimento estrangeiro por causa da corrupção, violações dos direitos humanos e o contrabando de diamantes. A produção de diamantes aumentou 30% em 2006 e a Endiama, empresa nacional de diamantes de Angola, espera que a produção aumente de 8% em 2007 para 10 000 000 quilates (2 000 kg) anualmente. O governo está a tentar atrair empresas estrangeiras para as províncias do Bié, Malanje e Uíge. Angola também tem sido, historicamente, um grande produtor de minério de ferro.

## Breve história de Angola
Os Portugueses chegaram em 1475 na costa do que hoje é Angola. Até o século XIX, eles praticamente permaneceram confinado à zona costeira entre Luanda, Benguela e Moçâmedes e a sua hinterlândia. Os Portugueses usaram esses pontos na costa Africana como papel fundamental no comércio Atlântico de escravos: até 1830 mais de um milhão de Angolanos foram exportados como escravos, principalmente para o Brasil, mas também para as Caraíbas e para a América do Norte. Eles obtinham os escravos através de ataques, mas, principalmente, através da compra a partir de figuras-chave nos reinos de África. As conquistas territoriais foram quase insignificantes até ao século XIX, mas a ocupação efectiva do território actual de Angola só foi alcançada até à década de 1920. Sob o regime colonial português, as cidades, vilas e aldeias foram fundadas, ferrovias, foram abertas, portos construídos e uma sociedade ocidentalizada foi sendo gradualmente desenvolvida. Desde a década de 1920, a administração portuguesa tinha vindo a mostrar um crescente interesse no desenvolvimento da economia do país e a infra-estrutura social.
Em 1956, o Movimento Popular para a Libertação de Angola (MPLA) começou a lutar contra o domínio português e os campos de trabalho forçado, onde os portugueses foram confinando muitos Africanos. Muitos deles eram deslocados das suas casas. Em 1974, a Revolução dos Cravos em Portugal causou o colapso do regime do Estado Novo e Angola tornou-se independente de Portugal em 1975.
O movimento fundado por Jonas Savimbi, a União Nacional para a Independência Total de Angola - UNITA começou a combater os seus rivais políticos logo após a independência, e ganhou o apoio dos Estados Unidos e da África do Sul por causa das suas lutas contra o comunismo e contra Cuba. O líder do MPLA, Agostinho Neto, declarou-se Presidente do país com o apoio de Cuba e fundou um regime inspirado na ideologia Marxista–Leninista. Depois da morte de Agostinho Neto em 1979, José Eduardo dos Santos tornou-se o seu sucessor. A agitação política e a guerra civil continuaram durante os 27 anos seguintes entre a UNITA e o MPLA. Mas, no início da década de 1990, a UNITA perdeu o apoio dos Estados Unidos e da África do Sul por causa da recusa  UNITA em aceitar um acordo que expressa a sua integração pacífica no sistema multipartidário introduzido pelo MPLA, em 1991. Cuba também deixou de apoiar a guerra civil, deixando o MPLA e a Unita para lutarem uns contra os outros, sem o apoio dos poderes do mundo.
Durante a guerra, as minas de diamantes que estavam constantemente a ser disputadas tornaram-se inseguras para os mineiros trabalharem e, geralmente depois que o minério era todo retirado, eram colocadas minas terrestres. o que tornaria difícil a extração dos diamantes, de forma a impedir o MPLA e a UNITA de usarem os diamantes para ajudar a financiar a guerra. A grande parte da quantidade de diamantes e petróleo extraídos foram usados para financiar a guerra civil. O líder da UNITA, Jonas Savimbi, foi morto por soldados do MPLA em 2002, o que levou a um cessar-fogo quase imediato.

## Diamantes
Embora existam alguns relatos sobre a exportação de diamante de Angola pelos portugueses desde o século XVIII, a indústria moderno de mineração de diamantes, como a conhecemos hoje, começou em 1912, quando gemas foram descobertas num córrego na região da Lunda, no nordeste de Angola. Em 16 de Outubro de1917, foi fundada a Companhia de Diamantes de Angola (Diamang), uma empresa de capitais mistos de grupos financeiros de Portugal, Bélgica, Estados Unidos, Inglaterra e África do Sul. À Diamang foi outorgada a concessão para a prospecção e mineração de diamantes, que durou até a independência. O Governo Angolano obteve o controlo da empresa em 1977. Uma lei geral sobre as actividades de mineração (Lei 5/79, promulgado em Abril de 1979, deu ao Estado Angolano o direito exclusivo de realizar a prospecção e exploração de minerais. Deste modo, em 1981, e com 77̥% de acções detidas pelo Governo Angolano, foi fundada a empresa estatal de prospecção e mineração, a Empresa Nacional de Diamantes - Endiama. A UNITA seleccionou a indústria da mineração do diamante como principal alvo, e logo paralisou os esforços relizados nesta indústria. As duas empresas estrangeiras envolvidas na manutenção e operação da indústria foram expulsas de Angola, em 1986, e em meados de 1986, a Diamang foi formalmente dissolvida, deixando grandes dívidas.
Os ataques da UNITA em centros de mineração, a interrupção das rotas de transporte, o roubo generalizado o roubo e o contrabando de diamantes causaram forte queda na sua venda de US$33 milhões em 1985 para um valor estimado em US$15 milhões em 1986.
No final de 1986, a Roan Selection Trust (RST) International, uma subsidiária do holding Luxemburguês ITM Internacional, começou a minerar na área de Cafunfo, ao longo do Rio Cuango, o local de Angola com as jazidas aluviais de diamante mais valiosas. A mineração tinha sido interrompida por mais de dois anos depois de a UNITA ter atacado o local, em Fevereiro de 1984, e sequestrado 77 trabalhadores estrangeiros e danificado gravemente o equipamento de mineração. Após o subsequente sequestro de um Britânico em Novembro de 1986, as forças de defesa na área foram reforçadas, o que permitiu o retorno das operações de mineração. Em 1987, a produção de lá, extraiu em média 60 000 quilates (12 kg), e cerca 120 000 quilates (24 kg) foram produzidos noutras duas áreas de mineração, Andrada e Lucapa. Em 1987, a extracção de diamante, aumentou para 750 000 quilates (150 kg), comparado com menos 400 000 quilates (80 kg) extraídos em 1986. Em 1987, no entanto, ainda não era muito mais do que de 1985 a produção era apenas um pouco mais de metade do produzido em 1980.
Este aumento na produção foi beneficiada pelo aumento do preço por quilate recebido pelos diamantes Angolanos. A retorno da mineração na área ao longo do Rio Cuango e menos roubos de maior valor pedras nas áreas de Andrada e Lucapa aumentaram a produção. Além disso, a Endiama, que supervisiona a indústria e mantém as vendas mensais, tem se beneficiado da melhoria geral do comércio mundial de diamantes, bem como distribuidores dispostos a pagar preços mais altos na esperança de obtenção de tratamento preferencial no futuro. Como resultado, a média do valor estabelecido por em 1987, chegou a US$110, mais que o dobro em 1985 (US$45) e atingiu o seu pico  desde 1981 (US$119).
Em 1987, a Endiama assinou um contrato de mineração de dois anos com a Sociedade Portuguesa de Empreendimentos (SPE), uma empresa portuguesa que contratou muitos técnicos portugueses anteriormente empregados pela Diamang. Em 1979, após concluído o processo de nacionalização da Diamang, os accionistas desta empresa fundaram a SPE. Os termos precisos do contrato não foram divulgados, mas expeculou-se que a empresa iria realizar novas prospecções que tinham sido paralisadas desde a independência. Através de uma subsidiária, a SPE ajudou a Endiama na avaliação de diamante, que uma empresa Britânica vinha anteriormente a realizar. Em Dezembro de 1987, Angola assinou um acordo com a União Soviética para cooperar na mineração de diamantes e quartzo. Sob os termos do acordo, a União Soviética estava a participaria em empresas de exploração mineira e elaboraria um mapa geológico detalhado de Angola.
Em 1987, o governo também começou a retificar a lei de mineração de 1979 para incentivar novas empresas a investir na indústria dos diamantes, e para retomar a prospecção em particular. Entre as empresas que se  a considera ter investido em 1988 esteve o conglomerado britânico Lonrho, que se tornou cada vez mais activamente interessada em Angola no final da década de 1980. A gigante sul-africana DeBeers também teve interesse depois de perder os direitos exclusivos de comercialização de diamantes de Angola no final de 1985, por causa de suspeitas do governo de que a DeBeers tinha baixado a avaliação dos diamantes de Angola. A DeBeers manifestou interesse em estudar os depósitos de rochas de quimberlito profundos no subsolo que, por causa do esgotamento dos depósitos aluviais, foram pensados para representar o futuro da indústria de diamantes de Angola.
Angola é o terceiro maior produtor de diamantes de África e tem explorado apenas 40% do seu território, mas tem tido dificuldade em atrair investimento estrangeiro por causa da corrupção, de violações dos direitos humanos e o contrabando de diamantes. A produção aumentou 30% em 2006 e a Endiama, espera que a produção aumente 8% em 2007 para 10 000 000 quilates (2 000 kg) anualmente. O governo está a tentar atrair empresas estrangeiras para as províncias do Bié, Malanje e Uíge.
O governo de Angola perde $375 milhões dólares anuais através do contrabando de diamantes. Em 2003, o governo começou a Operação Brilhante, uma investigação anti-contrabando que prendeu e deportou de 250 000 contrabandistas entre 2003 e 2006. Em 2006, o jornalista e activista Angolano de direitos humanos, Rafael Marques, descreveu a indústria do diamante no seu livro Diamantes de Sangue: Corrupção e Tortura em Angola como "assassinatos, espancamentos, detenções arbitrárias e outras violações de direitos humanos." Rafael Marques apelou a que países estrangeiros realizassem um boicote aos diamantes de sangue de Angola."

## Impactos ambientais da mineração de diamantes
Em Angola, os diamantes são o segundo principal produto de exportação para o país, atrás do petróleo. Mas sua extração causa danos à flora, à água e ao solo. Os dois principais métodos de extração do diamante - extracção do quimberlito e jazidas aluviais de mineração, tâm mais impacto. Grandes secções de rocha são removidos por maquinaria pesada e transportados para triagem, onde são procurados diamantes. Para as máquinas e camiões para andarem, deve-se construir estradas, o que segrega a terra. Para a construção da Mina de diamantes de Catoca foram tidos em conta os problemas de impacto ambiental, pois, diz-se que esta mina em particular detém mais de 60 000 000 quilates (12 000 kg) em reservas. Outras minas, no entanto, não foram projectadas para reduzir os impactos ambientais. Além da remoção de grandes quantidades de terra para mineração, as práticas de extracção de diamante retiram todos os nutrientes do solo quando o diamante é extraído.
Os tubos de mineração afectam a flora local através da construção de estradas; as florestas são destruídas para construir estradas de acesso àss minas. Estima-se que cerca de uma tonelada de terra deve ser removida, a fim de produzir menos de u1 quilate (0,20 g), e que, em breve, a mina de diamantes de Catoca irá produzir até 5 000 000 quilates (1 000 kg) por ano, o que vai traduzir para quase 10 000 000 lb (4 500 000 kg) de terra removida a cada ano. Uma vez que a terra é removida desta forma, é muito difícil para a vegetação, para voltar a crescer.
A qualidade da água é afectada negativamente pela mineração de aluvião. Muitos rios são desviadas para que minas possam ficar expostas; canais são criados e secções curtas do rio são represados. Embora os rios possam ser devolvidos ao seu estado natural após a mineração, eles normalmente são abandonados e deixados nas mesmas condições em que estavam quando estavam em produção. Os depósitos no solo afectam a qualidade da água quando a terra fica ao descoberto. A água tornam-se encobertos por sedimentos, poluindo fontes de água potável para os animais. Petróleo e outros produtos químicos vindos dos oleodutos das minas infiltram-se no solo e na água de abastecimento às populações.

## Políticas de mineração
Muitas políticas ambientais têm sido aprovada nas duas últimas décadas, devido à ameaça de que a mineração representa para os ecossistemas e a biodiversidade, em muitas regiões do mundo. Angola está localizado numa das cinco regiões mais ameaçadas de todo o mundo. A floresta Congolesa está sendo ameaçada devido às más práticas de mineração Agenda 21: Cúpula da Terra de 1992 perguntou às empresas transnacionais para reduzirem os danos ambientais e os países desenvolvidos para começarem um consumo sustentável. A Convenção sobre a Diversidade Biológica: Artigos que foram criados para prevenir e responder às actividades e impactos que ameaçam a biodiversidade. O Painel Intergovernamental sobre Florestas, aborda o desenvolvimento industrial, agrícola e de energético, para evitar a má política de escolhas que possam afectar negativamente as florestas, tais como a mineração. As Diretrizes de Berlim: o Departamento das Nações Unidas de Cooperação Técnica para o Desenvolvimento, salienta a gestão ambiental na mineração. A UNCTAD: um projecto que integra a actividade de mineração com o planeamento para um futuro sustentável.

## O desenvolvimento económico de Angola após a guerra civil
Devido à vasta quantidade de recursos naturais de Angola, o seu PIB está, actualmente, a ter um crescimento de 16,3%. O crescimento que se tem verificado é devido ao fim da guerra civil, o que permitiu que as empresas Americanas pudessem ir para o país, para construir brocas de prostecção de petróleo e abrir novas minas de diamantes. Mas o crescimento económico do país não se está a espalhar para o resto da população, uma vez que 65% dos quais vivem com um dólar por dia. Existem também milhões de refugiados e ex-soldados da UNITA e do MPLA que vivem em acampamentos em todo o país, onde a malária e a disenteria estão de forma generalizada.

## Desenvolvimento para o futuro
Para fornecer empregos e salários para milhões de deslocados o povo Angolano terá que se envolver no desenvolvimento da agricultura e da indústria que não dependem de recursos não-renováveis. O preço dos diamantes caiu depois que abriram grandes minas a céu aberto na Rússia e na China. O petróleo não pertence ao povo, com desigual distribuição de fundos que ocorrem entre os políticos e as empresas de petróleo.  Angola possui grandes rios e regiões de delta, o que, potencialmente, poderiam ser represados para gerar electricidade para exportar para os países vizinhos.

## Minério de ferro
Historicamente um minério muito exportado, o minério de ferro deixou de ser extraído na década de 1980, devido à falta de segurança e problemas no seu transporte. Desde meados da década de 1950 a 1975, o minério de ferro era extraído nas províncias de Malanje, Bié, Huambo e Huíla, e a produção alcançou uma média de 5,7 milhões de toneladas por ano entre 1970 e 1974. A maioria do minério de ferro foi enviado para o Japão, a Alemanha Ocidental e a para a Grã-Bretanha, o que gerou quase US $50 milhões de receitas por ano na exportação. Após a independência, o governo criou uma empresa estatal, a Empresa Nacional de Ferro de Angola - Ferrangol, para a exploração e a mineração, processamento e a comercialização de minério de ferro. A Ferrangol fez contrato com Austromineral, uma empresa Austríaca, para reparar as suas instalações e organizar a produção em Cassinga , na província da Huíla. A produção começou lenta, em 1974, como resultado de problemas técnicos nas minas de Cassinga e param completamente em Agosto de 1975. A área ficou sob controlo estrangeiro, quando a África do Sul invadiu em 1975. Embora a África do Sul tenha retirado as suas tropas no início de 1976, até 1988 a produção de minério não retomada na área.
Em 1988, as minas de Cassinga tinham uma capacidade de produção de cerca de 1,1 milhões de toneladas por ano. No entanto, a ferrovia para o porto do Namibe (Moçâmedes) estava a necessitar de amplas obras de reparação, e como estava localizada apenas a 310 quilómetros a norte da fronteira com a Namíbia, a segurança contra os ataques Sul-Africanos não poderiam ser garantidos. Além disso, a UNITA estava a actuar activamente na área e era uma ameaça caso a linha férrea fosse reparada. Mesmo supondo que estes problemas poderiam ser resolvidos, a produção de minério de ferro em Cassinga seria cara tendo em vista o estado depressivo do mercado mundial do aço no final da década de 1980.

## Outros minerais
Angola também é rica em vários outros recursos minerais que não tinha sido totalmente explorada até ao início do século XXI. Entre estes incluem-se o manganês, cobre, ouro, fosfatos, granito, mármore, urânio, quartzo, chumbo, zinco, tungstênio, estanho, o flúor, o enxofre, feldspato, caulim, mica, asfalto, gesso e o talco. O governo espera retomar a mineração de cristais de quartzo e de mármore ornamental no sudoeste do país. Estima-se que 5.000 metros cúbicos de mármore poderiam ser extraídos anualmente por um período de vinte anos. Uma empresa estatal extraiu granito e mármore nas províncias da Huíla e de Namibe, e, em 1983, produziu 4,450 de metros cúbicos de granito e 500 metros cúbicos de mármore. Desde então, a empresa deixou de produzir, para que assim seja re-equipada com máquinas modernas. A produção quartzo, no entanto, foi suspensa indefinidamente por causa da situação militar nas áreas próximas a locais de extracção na província do Cuanza Sul.
O governo criou uma empresa, em 1980, para exploração dos depósitos de fosfato no noroeste. Havia 50 milhões de toneladas de depósitos na província do Zaire e cerca de 100 milhões de toneladas em Cabinda. Embora os estudos dos depósitos em ambos os locais foram feitos por empresas búlgaras e jugoslavas, até ao ano de 1988, a produção ainda não havia começado em nenhunm dos locais.